# 4746 Doi
4746 Doi este un asteroid din centura principală, descoperit pe 9 octombrie 1989 de Atsushi Takahashi și Kazuo Watanabe.